# 乌特勒支大学
乌特勒支大学（荷蘭語：Universiteit Utrecht），前称乌特勒支国立大学（荷蘭語：Rijksuniversiteit Utrecht），简称乌大（UU），世界頂尖公立研究型大學和百強名校，荷兰最古老大学之一，也是欧洲规模最大的大学之一，擁有超過3萬學生以及6700多名教职人员，是歐洲研究型大學聯盟、科英布拉集团和乌特勒支网络成員。
乌得勒支大學建立於1636年3月26日，至今已擁有380年的历史。該校位於荷蘭第四大城市乌得勒支，以其悠久的傳統而聞名於世。迄今為止，乌得勒支大學共培養出12位諾貝爾獎得主以及15位斯賓諾莎獎得主。

## 历史沿革
乌得勒支大學坐落在荷蘭人文重鎮烏特勒支，創辦於1636年3月26日，是荷蘭第四古老的大學，次於萊頓大學（1575年）、格羅寧根大學（1614年）和阿姆斯特丹大學（1632年）。烏大最早起源於中世紀，與乌得勒支城市的發展始終緊密相關，烏城的發展促成了大學的創建和擴展，而大學的發展又反過來促進了烏城的繁榮。
在校學生有31,142人，教職員工8224人，其中有1,855位學院教學人員，每年大約有1500名國際學生到乌得勒支大學進行交換與獲取學位。除此之外，乌得勒支大學有全歐規模最大的暑期課程，及超過100個交換學生計畫。乌得勒支大學是荷蘭綜合實力最強的大學，同時也是歐洲最好的研究型大學之一。乌得勒支大學一直以強大的研究實力，高質量的教育水準，和良好的學術聲譽而享譽歐洲。
學校宗旨是提供科學與其它各種領域的知識教育，開展科學及各種領域的研究，以及為社會提供服務。目前，乌得勒支大學共有七大學院。在荷蘭除了由專科大學開設的技術與農業工程學方面的課程外，烏大能開設幾乎所有知識領域的課程，是荷蘭規糢最大的大學。目前共有58個學士課程，155個碩士課程與32個教師培训課程，範圍幾乎包含了所有學科，同時各院還開展廣泛的科學研究工作。

## 院系设置
乌得勒支大學共有七大學院。除了法學院、經濟學院以及下屬的乌得勒支大學学院（UCU）坐落在乌得勒支城市之內外，其餘學院包括圖書館全部坐落於城市東邊的Uithof區。七大學院又包括不同領域的系所，涵蓋所有知識領域的課程，是荷蘭課程設置最全面的大學。
| 学院名称               | 英文名称                                   | 下设学系                                                                 |
| ---------------------- | ------------------------------------------ | ------------------------------------------------------------------------ |
| 地球科學院             | Faculty of Geosciences                     | 地球科學系；自然地理系；創新、環境與能源科學系；人文地理與城市規劃系。   |
| 理學院                 | Faculty of Science                         | 生物系；化學系；信息與計算機科學系；數學系；藥物科學系；物理與天文學系。 |
| 醫學院                 | Faculty of Medicine                        | ——                                                                       |
| 獸醫學院               | Faculty of Veterinary Medicine             | ——                                                                       |
| 社会科学与行为科学學院 | Faculty of Social and Behavioural Sciences | 教育学系；社会科学系；心理学系。                                         |
| 法律、經濟学与治理學院 | Faculty of Law, Economics and Governance   | 法學系；經濟学系；治理学系。                                             |
| 人文學院               | Faculty of Humanities                      | 历史学与藝術史系；語言与传播学系；媒体和文化研究系；哲學與宗教研究系。   |

## 研究機構
哥白尼可持續發展研究所（Copernicus Institute of Sustainable Development）隸屬於乌得勒支大學地球科學學院，包括四個多學科研究團隊：能源與資源、環境治理、環境科學以及創新研究。主要從事於全球能源環境領域的可持續發展研究，包括能源科學、工業能效提升及技術變革、太陽能及生物質能源、創新科學、可持續發展、大氣污染物減排、水科學和管理等領域的研究，多次參與IPCC評估工作，為世界能源與生態環境的可持續發展做出了巨大貢獻。此外哥白尼可持續發展研究所與勞倫斯伯克利國家實驗室（Lawrence Berkeley National Laboratory），IIASA（International Institute for Applied Systems Analysis），CML （Institute of Environmental Sciences Leiden University），弗勞恩霍夫協會（Fraunhofer Institute）以及國際工業環境經濟學研究所（IIIEE）等國際著名研究機構保持交流合作，同時也承擔烏德勒支大學的教學工作。
德拜納米科學研究所（Debye Institute for Nanomaterials Science）隸屬於乌得勒支大學理學院物理天文系，以物理化學領域的先驅：荷蘭科學家和諾貝爾獎得主彼得·德拜（1884-1966）命名。包括六個研究團隊：凝聚態物質與界面、物理與膠體化學、無機化學與催化、有機化學與催化、納米光子學（複雜系統中的光物理）和軟凝聚態物質與分子生物物理。主要從事於催化、膠體科學和納米光子學領域的研究，主要涉及半導體納米結構的合成、膠體合成和軟物質的物理描述之間的相互作用、結構明確的固體催化劑的合成、表徵及性能和相關功能材料的氣體存儲和光化學轉換過程、均相催化及生物無機化學、納米材料、複雜系統中的光物理等領域的前沿研究。
弗洛伊登塔爾研究所（Freudenthal Institute）隸屬於乌得勒支大學理學院數學系，以國際上極負盛名的荷蘭數學家和數學教育家，荷蘭皇家藝術與科學學院弗洛伊登塔爾（1905-1990）命名。FI致力於在科學教學實驗室的物理和虛擬環境中整合教育以及高質量的科學和數學教育，其數學教育的課程重點是使參與者更新數學教育領域的設計與研究理念，涉及課程開發，課堂實驗，建糢及評估等。弗賴登塔爾研究所在開發和實施創新型及高質型數學和科學方面是國際先驅，同時也是中學和高等教育混合學習領域的先驅。

## 大學生活
烏特勒支是一個大小適中、美麗宜人的城市，全市人口大約33萬人，其中接近30%的人口在15至30歲左右，很多是學生。烏特勒支周邊有很多小鎮，都屬於烏特勒支省，例如東邊的小鎮宰斯特，到烏特勒支市中心騎車要四到五十分鐘，騎車去學校也要半小時。乌得勒支大學坐落於烏特勒支東部。市中心有集中商業圈。荷蘭的物價一般比較高，但是店鋪很多，可選擇的商品的餘地比較大。烏特勒支是乌得勒支條約簽署地，有貫穿城市的運河、市中心、地標鐘樓教堂烏德勒支聖馬丁主教座堂塔樓、米菲兔博物館以及眾多文化活動。
荷蘭是一個傳統和現代並存的國家，建築、傳統文化保存得很好，市中心大街上仍然少見高樓大廈，一些傳統建築居多，周邊的住房多是2層的小樓房。這里有來自世界各國的學生，乌得勒支大學的課程教學註重實用性，採用多種方式進行教學：讲座（Lecture）、工作坊（Workshop）、项目（Project）、报告（Report）、 讲演（Presentation）等形式，目的同樣是讓學生對所學的課程理解深入一些。
有著語言翻譯機之稱的荷蘭人從小學就開始要選修外語，英語是必須的，所以大多數學生除了會英文，還會說法語、德語或者西班牙語等。

## 画廊

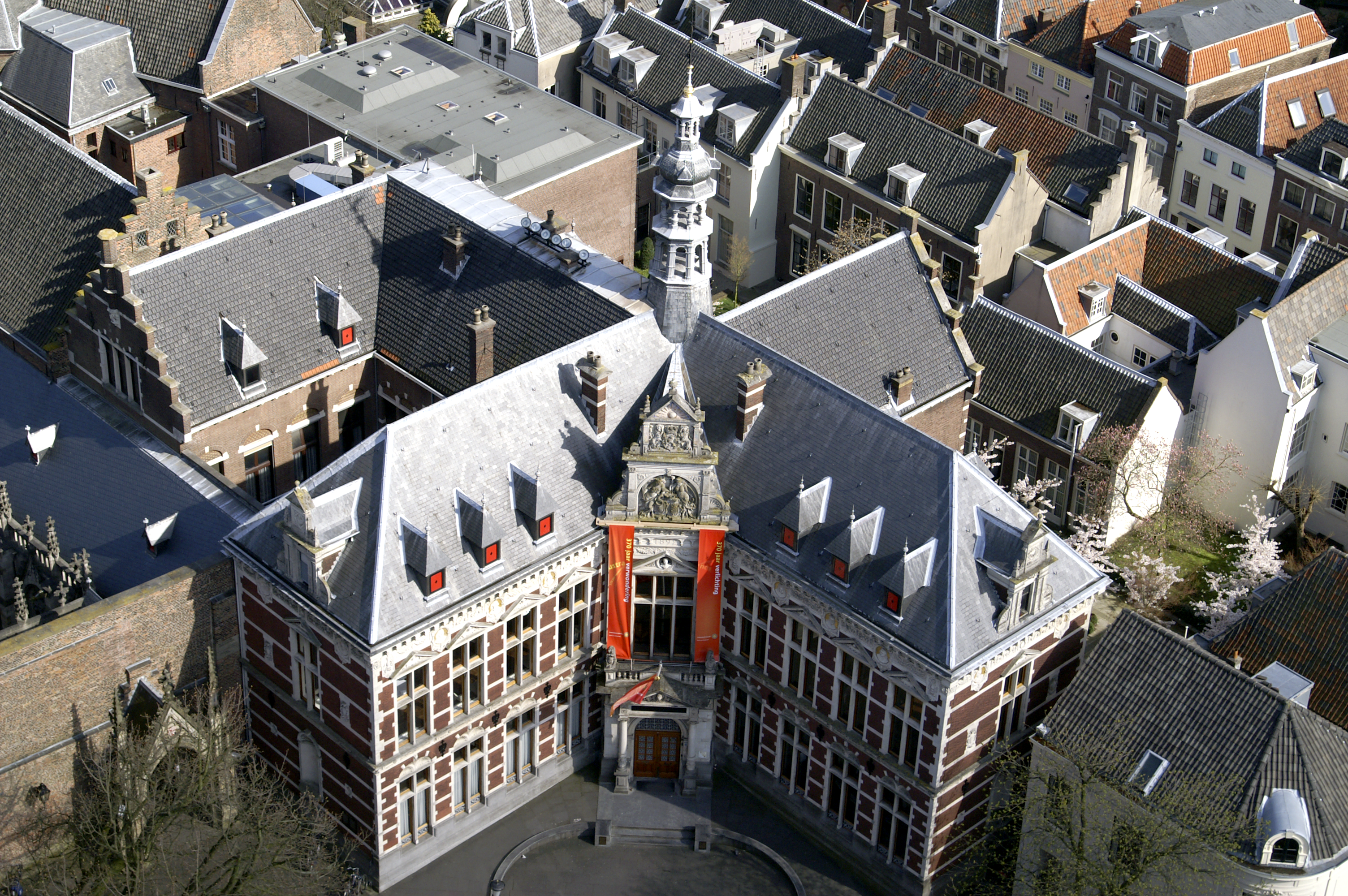
大学本部
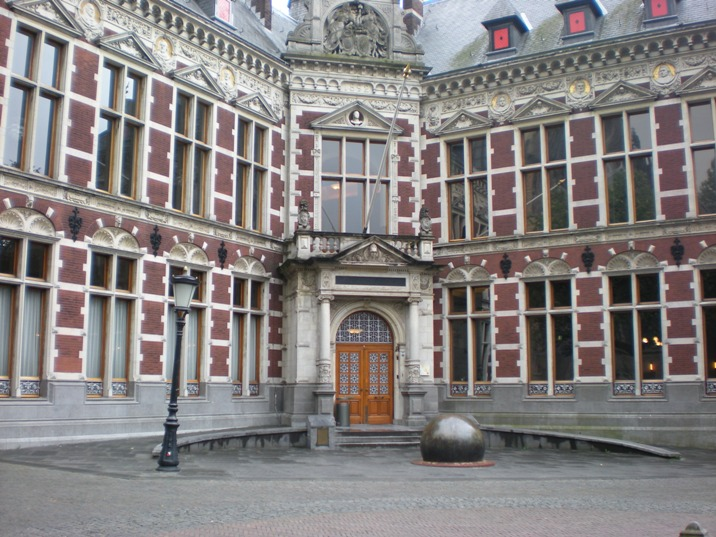
学术楼
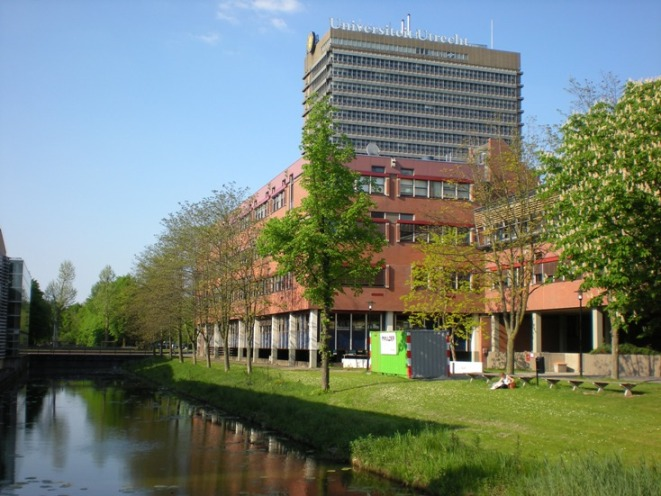
现代建筑楼
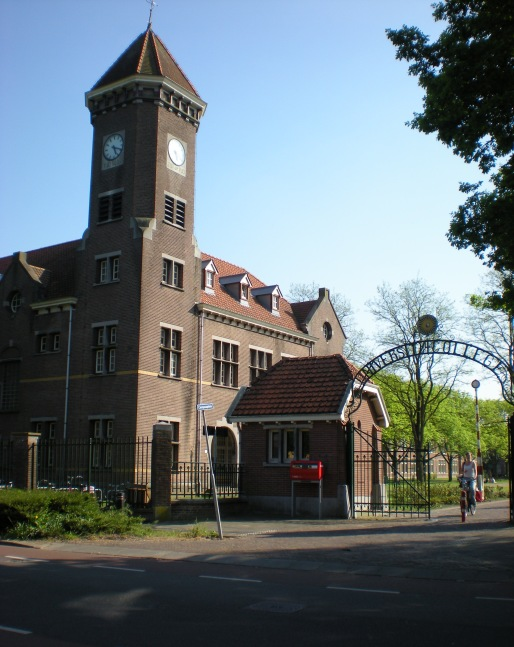
大学
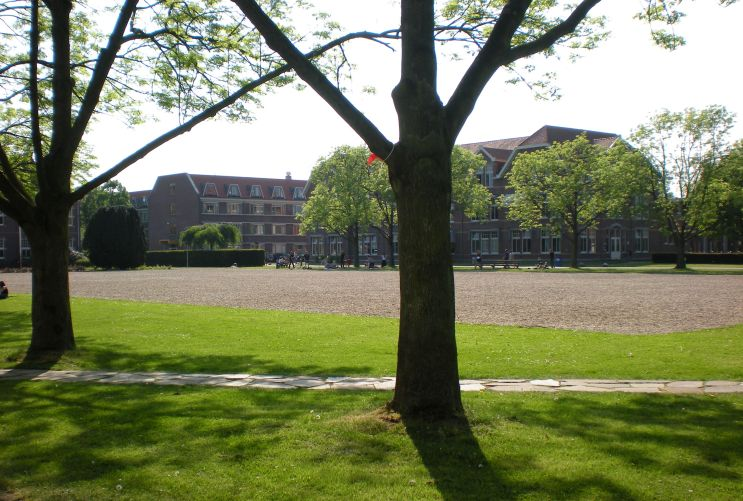
大学
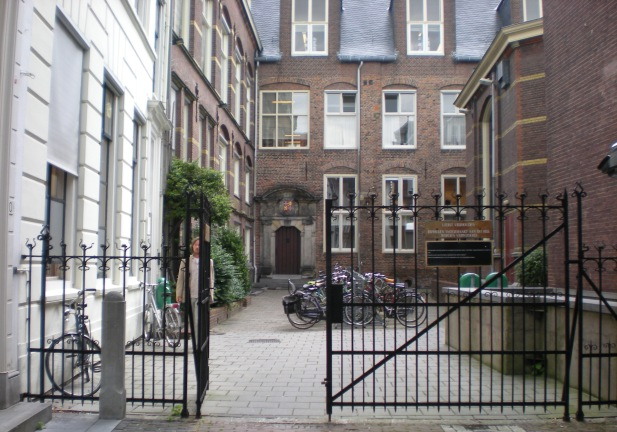
法学院图书馆
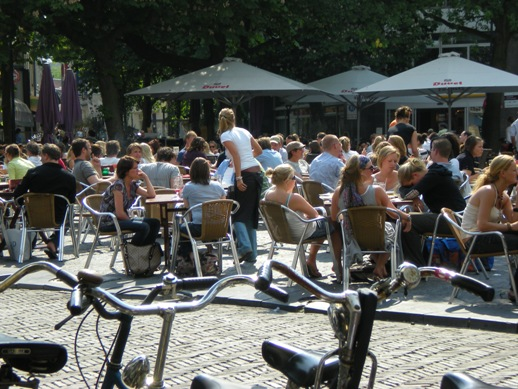
学生生活

## 學校排名
乌特勒支大学在美國新聞與世界報導排名世界第44名，在ARWU排名世界第52名，在泰晤士高等教育排名世界第66名。
在藥理與毒理學、氣候變化與可持續發展研究、地球科學（特別是水資源）、社會科學、生命科學、醫學（特別是獸醫）及公共衛生領域尤其享有盛名。烏特勒支大學的永續發展研究，在泰晤士高等教育評選的「氣候變化和生態環境研究」專項領域獲得了世界第一。
自然地理學系所（Department of Physical Geography）近年來有好幾篇關於全球水資源可利用性（global water availability）的研究引起國際學術圈廣泛注意的論文登上《Nature》、《Nature Climate Change》等頂尖自然科學期刊，每年並受邀至American Geophysical Union的研討會發表演講 。
而獸醫學院則是全荷蘭唯一一個訓練專業獸醫師的學術機構，並有自己的農場與全歐最大的學術獸醫院，照顧動物健康與動物福利。
| 專業                                                                        | 全球排名 |
| --------------------------------------------------------------------------- | -------- |
| 氣候變化與生態環境（Climate Change and Ecosystems）                         | 1        |
| 公共行政（Public Administration）                                           | 2        |
| 地理學（Geography）                                                         | 3        |
| 海洋學（Oceanography）                                                      | 6        |
| 教育學（Education)                                                          | 8        |
| 醫學科技（Medical Technology）                                              | 9        |
| 藥理與毒理學（Pharmacology and Toxicology）                                 | 10       |
| 地球科學（Geosciences）                                                     | 12       |
| 社會科學與公共衛生（Social Sciences and Public Health）                     | 12       |
| 獸醫學（Veterinary Sciences）                                               | 14       |
| 傳染病學（Infectious Diseases）                                             | 19       |
| 放射學、核醫學及醫學成像（Radiology, Nuclear Medicine and Medical Imaging） | 20       |
| 環境生態學（Environment/Ecology ）                                          | 25       |
| 微生物學（Microbiology）                                                    | 26       |
| 藝術與人文學（Arts and Humanities）                                         | 27       |
| 精神病學/心理學（Psychiatry/Psychology）                                    | 27       |

## 諾貝爾獎得主
380多年來，乌得勒支大學的教師和學生中湧現許多著名人物，自1901年以來共有12位科學家與學者獲得了諾貝爾獎，專業涉及物理、化學、經濟、生理學、醫學等核心領域。其中包括：
| 姓名                           | 職業             | 獲獎研究 |
| ------------------------------ | ---------------- | --- |
| 倫琴                           | 物理學家         | 因發現X射線而於1901年獲第一個諾貝爾物理學獎。                                                                                                  |
| 範托夫                         | 德國物理化學家   | 因在反應速度、化學平衡和滲透壓力方面的研究工作而於1901年成為第一個諾貝爾化學獎獲得者。                                                         |
| 威廉·埃因托芬                  | 荷蘭生理學家     | 因發明心電描記儀並用以發現了心臟的電特徵而獲1924年諾貝爾生理學醫學獎。                                                                         |
| 埃克曼                         | 荷蘭病理學家     | 研究證明腳氣病是由一種食物因素缺乏而引起的，這一論證導致營養缺乏性疾病概念的形成和維生素的發現，因而與F·霍普金斯共獲1929年諾貝爾生理學醫學獎。 |
| 拉沃斯拉夫·魯日奇卡            | 瑞士化學家       | 因研究環狀分子和萜烯（多種植物油中的一類烴）而與德國的A布特南德共獲1929年諾貝爾化學獎。                                                        |
| 德拜                           | 物理化學家       | 因對偶極矩、X射線和氣體中光散射的研究獲1936年諾貝爾化學獎。                                                                                    |
| 布洛姆伯根                     | 美籍荷蘭物理學家 | 他和美國的A.L.格拉肖和瑞典的K.M.B.西班格因革新了研究電磁輻射和物質相互作用的光譜學方法而共獲1981年諾貝爾物理學獎。                             |
| 恩斯特·沃雷爾（Ernst Worrell） | 荷蘭能源環境學家 | 長期致力於工業能效提升和氣候環境變化問題，作為IPCC主要成員獲2007年諾貝爾和平獎。                                                               |
| 傑拉德·特·胡夫特               | 荷蘭理論物理學家 | 1999年與韋爾特曼闡明物理學中弱電相互作用的量子結構共獲諾貝爾物理學獎。                                                                         |

## 外部連結
- Utrecht University homepage（页面存档备份，存于）
- Catalogus Professorum Academiae Rheno-Traiectinae （页面存档备份，存于） – Catalogue listing all professors who have held chairs at Utrecht University
- Utrecht University datasets （页面存档备份，存于）